# تسريب الأجرعية

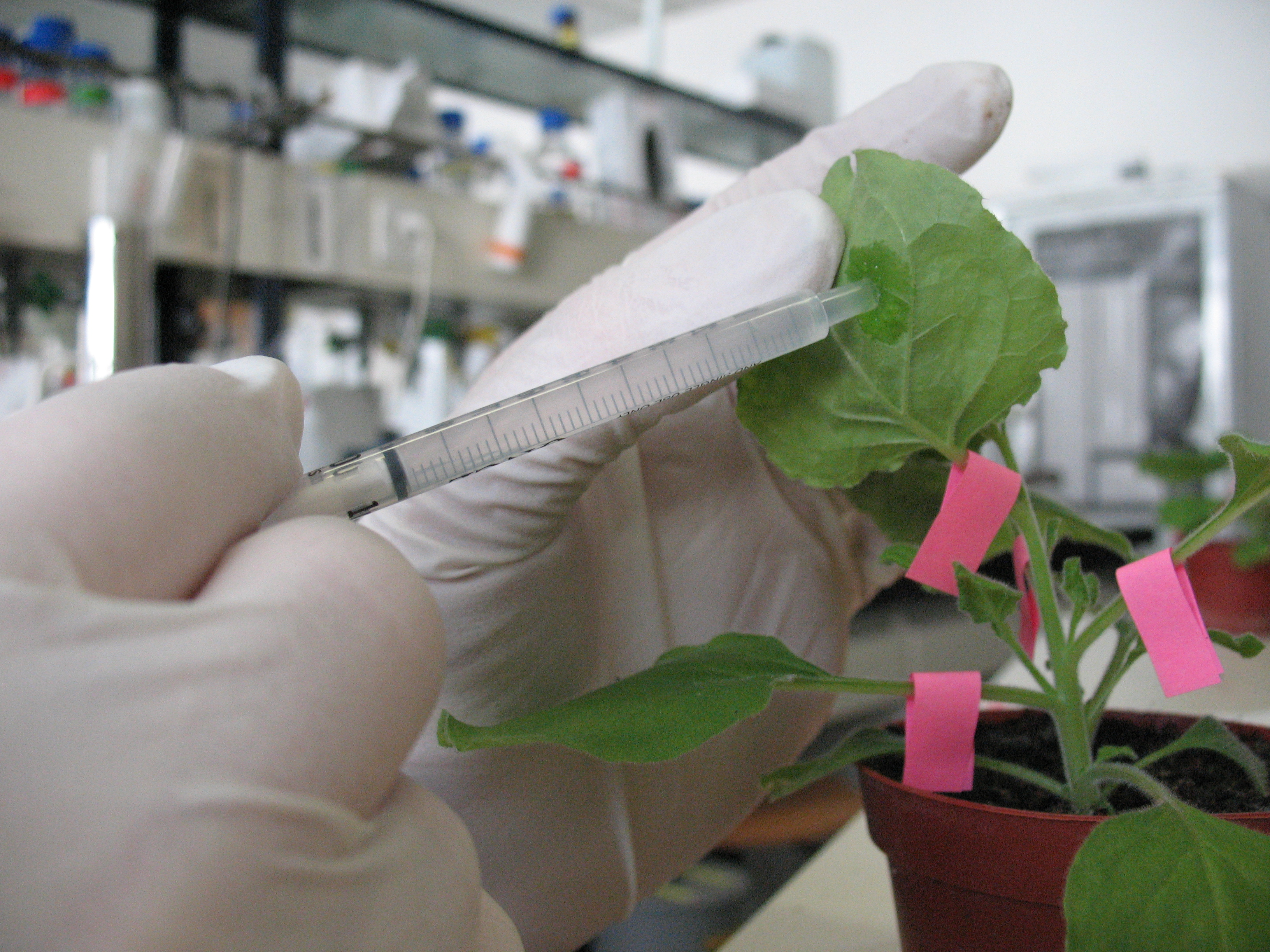

إن تسريب الأجرعية (Agroinfiltration) هو إحدى الطرق في علم الأحياء النباتية المستخدمة لحث الإظهار العابر للجينات في النبات أو لإنتاج بروتين مرغوب فيه. في هذه الطريقة، يتم حقن معلق يحتوي على بكتيرية أجرعية في ورق النبات، حيث ينقل الجين المرغوب فيه إلى خلايا النبات. وتتمثل ميزة تسريب الأجرعية إذا ما قورنت بـالتحول التقليدي للنباتات بأنها سريعة ومريحة.
تتمثل الخطوة الأولى للبروتوكول في تقديم جين مناسب إلى سلالة من بكتيرية الأجرعية. تتم بعد ذلك تنمية السلالة في مزرعة سائلة وتُغسل البكتيريا الناتجة وتعلق في محلول منظم. بعد ذلك يوضع هذا المحلول في محقنة (لا تحتوي على محقن). يُضغط على طرف المحقنة إلى الجانب السفلي للورقة مع اللجوء إلى الضغط المضاد برفق على الجانب الآخر للورقة. بعدها يُحقن محلول بكتيرية الأجرعية في الفراغات الهوائية داخل الورقة عبر فوهات، أو أحيانًا عبر شق ضيق يتم عمله بالجانب السفلي للورقة.
يعد الترسيب التفريغي طريقة أخرى لتغلغل البكتيريا الأجرعية إلى داخل أعماق النسيج الورقي. يتم في هذا الإجراء غمر الأجزاء الوسطى من الأزهار أو الأوراق أو النبات بالكامل في كأس كبيرة تحتوي على المحلول، ويوضع الكأس الكبير في غرفة مفرغة من الهواء. يتم بعد ذلك استخدام التفريغ، بما يؤدي إلى دفع الهواء إلى خارج الفوهات. عند انتهاء التفريغ، يؤدي الاختلاف في الضغط إلى دفع المحلول عبر الفوهات وإلى داخل نسيج الورقة المتوسط.
تظل البكتيريا الأجرعية الموجودة داخل الورقة في المساحة التي تتخلل الخلايا ويحول الجين المناسب بأعداد كبيرة متماثلة داخل خلايا النبات. بعد ذلك يظهر الجين بشكل عابر (ولا يتم إجراء أي تحديد للتكامل المستقر). يمكن مراقبة النبات لمعرفة التأثير المحتمل في النمط الظاهري، وذلك يتوقف على الظروف التجريبية أو الحصاد واستخدامه لتطهير البروتين المناسب. يمكن معالجة العديد من أصناف النباتات باستخدام هذه الطريقة، لكن تتمثل أكثر الطرق شيوعًا في التبغ العشبي والتبغ الشائع'.'